# Salvelinus anaktuvukensis
Salvelinus anaktuvukensis é uma espécie de peixe da família Salmonidae.
É endémica dos Estados Unidos da América.